# Біда Леонід Гнатович
Леонід Гнатович Біда (нар. 16 серпня 1920 — пом. 26 грудня 1976) — заслужений військовий льотчик СРСР, учасник Другої світової війни. Двічі Герой Радянського Союзу.

## Життєпис
Народився 16 серпня 1920 року в селі Новопокровка Узункольського району Костанайської області Казахстану. Українець.
У 1936 році закінчив 7 класів школи, а у 1940 році — Уральський учительський інститут.
До лав РСЧА призваний в серпні 1940 року. У 1942 році закінчив Чкаловську військову авіаційну школу льотчиків (м. Оренбург).
Учасник Німецько-радянської війни з серпня 1942 року. Почергово займав посади льотчика, старшого льотчика, штурмана ескадрильї, командира ескадрильї, помічника командира полку з повітряно-стрілецької служби.
Воював у складі 505-го (з березня 1943 року — 75-го гвардійського) штурмового авіаційного полку на Сталінградському, Південному, 4-у та 3-у Українських фронтах. Брав участь в Сталінградській битві, у звільненні Донбасу, Криму, Південної України, Білорусі, Литви, в Східно-Пруській операції та штурмі Кенігсбергу.
Всього за роки війни на штурмовику Іл-2 здійснив 214 бойових вильотів на розвідку та штурмовку ворожих військ.
Після війни продовжив військову службу а авіаційних частинах Білоруського ВО.
У 1950 році закінчив Військово-повітряну академію ім. Гагаріна (Моніно). Проходив військову службу в Туркестанському ВО на посадах командира авіаційного полку, заступника командира авіаційної дивізії.
У 1957 році закінчив Військову академію Генштабу. Командував авіаційною дивізією.
У 1966–1968 роках — заступник командуючого, у 1968–1972 роках — перший заступник командуючого 26-ю повітряною армією.
З лютого 1972 року генерал-лейтенант авіації Л. Г. Біда — командуючий 26-ю повітряною армією.
Мешкав у Мінську. Загинув в автомобільній катастрофі 26 грудня 1976 року. Похований на Східному (Московському) цвинтарі в Мінську.

## Нагороди і почесні звання
За мужність і героїзм, виявлені в боях, Указом Президії Верховної Ради СРСР від 26 жовтня 1944 року гвардії старший лейтенант Біда Леонід Гнатович удостоєний звання Героя Радянського Союзу з врученням ордена Леніна і медалі «Золота Зірка» (№ 4723).
Указом Президії Верховної Ради СРСР від 29 червня 1945 року гвардії майор Біда Леонід Гнатович нагороджений другою медаллю «Золота Зірка» (№ 61/II).
Також нагороджений чотирма орденами Червоного Прапора (30.08.1943, 01.11.1943, 24.10.1944, 22.02.1968), орденами Олександра Невського (03.07.1944), Вітчизняної війни 1-го ступеня (19.04.1945), Червоної Зірки (10.12.1942) й медалями.
17 серпня 1971 року присвоєне почесне звання «Заслужений військовий льотчик СРСР».
Почесний громадянин міст Костанай (Казахстан) та Ліда (Гродненська область, Білорусь).

## Пам'ять
В місті Костанай встановлено бронзове погруддя Героя.
Його ім'ям названо вулиці в містах Мінськ, Костанай і Ліда.
В Мінську, на будинку, де мешкав Л. Г. Біда, встановлено меморіальну дошку.